# Euroscar Award

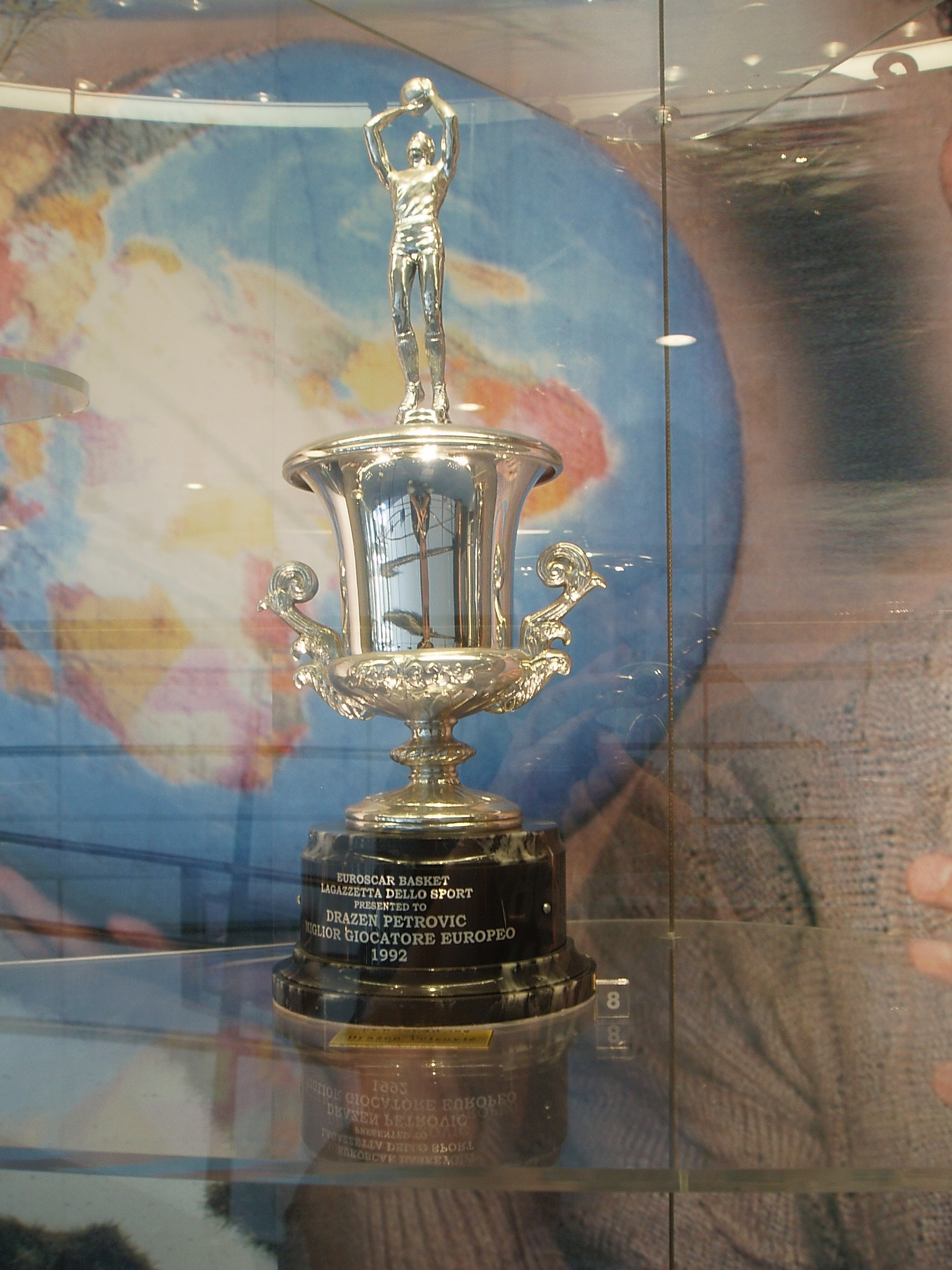
Trofeo de la Euroscar Award de 1992, ganado por Dražen Petrović.

El Euroscar European Player of the Year Award conocido como el Oscar al mejor jugador de baloncesto europeo, es un galardón anual que comenzó a concederse en 1979, y que otorga el periódico deportivo italiano La Gazzetta dello Sport. El premio se concede al mejor jugador europeo del año, tanto en su club como en su selección, y es votado por entrenadores, jugadores y periodistas especializados. Es uno de los galardones más importantes que se conceden, junto con el FIBA Europe Player of the Year Award y el Mr. Europa.
El pívot lituano Arvydas Sabonis es en la actualidad es que más galardones acapara, con 6, seguido por el alero croata Toni Kukoč y el ala-pívot alemán Dirk Nowitzki, con cinco cada uno.

## Ganadores
| Año  | Jugador               | País                    | Club(es)                               |
| ---- | --------------------- | ----------------------- | -------------------------------------- |
| 1979 | Vladimir Tkachenko    | Unión Soviética         | Stroitel Kiev                          |
| 1980 | Dražen Dalipagić      | Yugoslavia              | Partizan Belgrado                      |
| 1981 | Dragan Kićanović      | Yugoslavia              | Partizan Belgrado y Scavolini Pesaro   |
| 1982 | Dragan Kićanović      | Yugoslavia              | Scavolini Pesaro                       |
| 1983 | Dino Meneghin         | Italia                  | Olimpia Milano                         |
| 1984 | Arvydas Sabonis       | Unión Soviética         | Žalgiris Kaunas                        |
| 1985 | Arvydas Sabonis       | Unión Soviética         | Žalgiris Kaunas                        |
| 1986 | Dražen Petrović       | Yugoslavia              | Cibona Zagreb                          |
| 1987 | Nikos Galis           | Grecia · Estados Unidos | Aris Salónica BC                       |
| 1988 | Arvydas Sabonis       | Unión Soviética         | Žalgiris Kaunas                        |
| 1989 | Dražen Petrović       | Yugoslavia              | Real Madrid y Portland Trail Blazers   |
| 1990 | Toni Kukoč            | Yugoslavia              | KK Split                               |
| 1991 | Toni Kukoč            | Yugoslavia · Croacia    | KK Split y Benetton Treviso            |
| 1992 | Dražen Petrović       | Croacia                 | New Jersey Nets                        |
| 1993 | Dražen Petrović       | Croacia                 | New Jersey Nets                        |
| 1994 | Toni Kukoč            | Croacia                 | Chicago Bulls                          |
| 1995 | Arvydas Sabonis       | Lituania                | Real Madrid y Portland Trail Blazers   |
| 1996 | Toni Kukoč            | Croacia                 | Chicago Bulls                          |
| 1997 | Arvydas Sabonis       | Lituania                | Portland Trail Blazers                 |
| 1998 | Toni Kukoč            | Croacia                 | Chicago Bulls                          |
| 1999 | Arvydas Sabonis       | Lituania                | Portland Trail Blazers                 |
| 2000 | Gregor Fučka          | Italia                  | Fortitudo Bologna                      |
| 2001 | Peja Stojaković       | Yugoslavia              | Sacramento Kings                       |
| 2002 | Dirk Nowitzki         | Alemania                | Dallas Mavericks                       |
| 2003 | Dirk Nowitzki         | Alemania                | Dallas Mavericks                       |
| 2004 | Dirk Nowitzki         | Alemania                | Dallas Mavericks                       |
| 2005 | Dirk Nowitzki         | Alemania                | Dallas Mavericks                       |
| 2006 | Dirk Nowitzki         | Alemania                | Dallas Mavericks                       |
| 2007 | Tony Parker           | Francia                 | San Antonio Spurs                      |
| 2008 | Pau Gasol             | España                  | Memphis Grizzlies y Los Angeles Lakers |
| 2009 | Pau Gasol             | España                  | Los Angeles Lakers                     |
| 2010 | Pau Gasol             | España                  | Los Angeles Lakers                     |
| 2011 | Dirk Nowitzki         | Alemania                | Dallas Mavericks                       |
| 2012 | Andréi Kirilenko      | Rusia                   | CSKA Moscú y Minnesota Timberwolves    |
| 2013 | Tony Parker           | Francia                 | San Antonio Spurs                      |
| 2014 | Marc Gasol            | España                  | Memphis Grizzlies                      |
| 2015 | Pau Gasol             | España                  | Chicago Bulls                          |
| 2016 | Miloš Teodosić        | Serbia                  | CSKA Moscú                             |
| 2017 | Goran Dragić          | Eslovenia               | Miami Heat                             |
| 2018 | Giannis Antetokounmpo | Grecia                  | Milwaukee Bucks                        |
| 2019 | Luka Dončić           | Eslovenia               | Dallas Mavericks                       |